# Henotesia parva
Henotesia parva är en fjärilsart som beskrevs av Butler 1879. Henotesia parva ingår i släktet Henotesia och familjen praktfjärilar. Inga underarter finns listade i Catalogue of Life.